# 杨遵仪
杨遵仪（1908年10月7日—2009年9月17日），生于广东揭阳洋淇乡寨内村（今属揭东县登岗镇），中国古生物学和地层学的奠基人以及地层古生物教育事业的开拓者。

## 生平
1933年毕业于清华大学后留校任教，两年后赴美国耶鲁大学留学，1939年取得哲学博士学位。回国后，历任中山大学教授、系主任，清华大学教授。1952年，作为建院负责人之一参与创办北京地质学院（中国地质大学前身），并一直在此任教。1980年当选为中国科学院地学部学部委员（院士）。

## 学术成就
- 对无脊椎古生物的门类有深入的研究，特别是对腕足动物、软体动物、棘皮动物的研究。
- 组织领导了对古生代与中生代之间生物绝灭事件的成因、二叠系与三叠系界线及其上下矿产形成规律的研究，并选择中国南方三个二叠—三叠系界线剖面作为国际候选层型，从而推动了该项研究的深入开展。[2]